# Samuel Velásquez
Samuel Velásquez Uribe (Rionegro, Antioquía, Colombia; 29 de mayo de 2003) es un futbolista colombiano que juega de defensa. Su equipo actual es el Deportes tolima de la Categoría Primera A. Es internacional absoluto por la selección de Colombia desde 2023.

## Trayectoria
Graduado de las inferiores del Atlético Nacional, Velásquez fue promovido al primer equipo en 2022 y  debutó el 27 de enero de 2023 ante Once Caldas por la Categoría Primera A.

## Selección nacional
Debutó en la selección de Colombia el 10 de diciembre de 2023 ante Venezuela.

## Estadísticas
Actualizado de acuerdo al último partido jugado el 17 de agosto del 2025.
| Club                       | Div.          | Temporada     | Liga  | Liga  | Liga  | Copas | Copas | Copas | Internacional | Internacional | Internacional | Total | Total | Total |
| Club                       | Div.          | Temporada     | Part. | Goles | Asist | Part. | Goles | Asist | Part.         | Goles         | Asist         | Part. | Goles | Asist |
| -------------------------- | ------------- | ------------- | ----- | ----- | ----- | ----- | ----- | ----- | ------------- | ------------- | ------------- | ----- | ----- | ----- |
| Atlético Nacional Colombia | 1.a           | 2023          | 19    | 2     | 1     | 5     | 0     | 0     | __            | __            | __            | 24    | 2     | 1     |
| Atlético Nacional Colombia | 1.a           | 2024          | 16    | 0     | 0     | 4     | 0     | 0     | 1             | 0             | 0             | 21    | 0     | 0     |
| Atlético Nacional Colombia | Total club    | Total club    | 35    | 0     | 0     | 9     | 0     | 0     | 1             | 0             | 0             | 45    | 2     | 1     |
| Deportes Tolima Colombia   | 1.a           | 2025          | 25    | 0     | 2     | 2     | 0     | 0     | 2             | 0             | 0             | 29    | 0     | 2     |
| Deportes Tolima Colombia   | Total club    | Total club    | 25    | 0     | 2     | 2     | 0     | 0     | 2             | 0             | 0             | 29    | 0     | 2     |
| Total carrera              | Total carrera | Total carrera | 60    | 2     | 3     | 11    | 0     | 0     | 3             | 0             | 0             | 74    | 2     | 3     |

## Palmarés

### Títulos nacionales
| Título                | Club              | País     | Año  |
| --------------------- | ----------------- | -------- | ---- |
| Superliga de Colombia | Atlético Nacional | Colombia | 2023 |
| Copa Colombia         | Atlético Nacional | Colombia | 2023 |
| Copa Colombia         | Atlético Nacional | Colombia | 2024 |
| Torneo Finalización   | Atlético Nacional | Colombia | 2024 |